# Spiro Spathis
Spiro Spathis est une marque égyptienne de boissons gazeuses, fondée en 1909 par un entrepreneur grec, Spiro Spathis, à Alexandrie, en Égypte. La marque est célèbre pour avoir produit la première boisson gazeuse égyptienne, initialement une limonade. Au fil des ans, elle a élargi sa gamme de produits pour inclure plusieurs autres saveurs de soda égyptienne.

## Historique
L'entreprise est fondée en 1909 par l'Alexandrin grec Nicolas Spathis. Mort en 1950, l'entreprise est reprise par des membres de sa famille, avant que ceux-ci la vendent en 1989 à Mymco. Dans un contexte de boycott du Coca-Cola, accusé de soutenir Israël lors de la guerre dans la bande de Gaza de 2023, les chiffres de ventes augmentent sensiblement, poussant l'entreprise à envisager l'ouverture d'une nouvelle usine.

## Produits
Spiro Spathis propose plusieurs saveurs de sodas, dont :
- Limonade
- Cidre de pomme
- Ginger ale

- Eau tonique
- Jus de citron gazeux